# Louis Jacobsohn-Lask

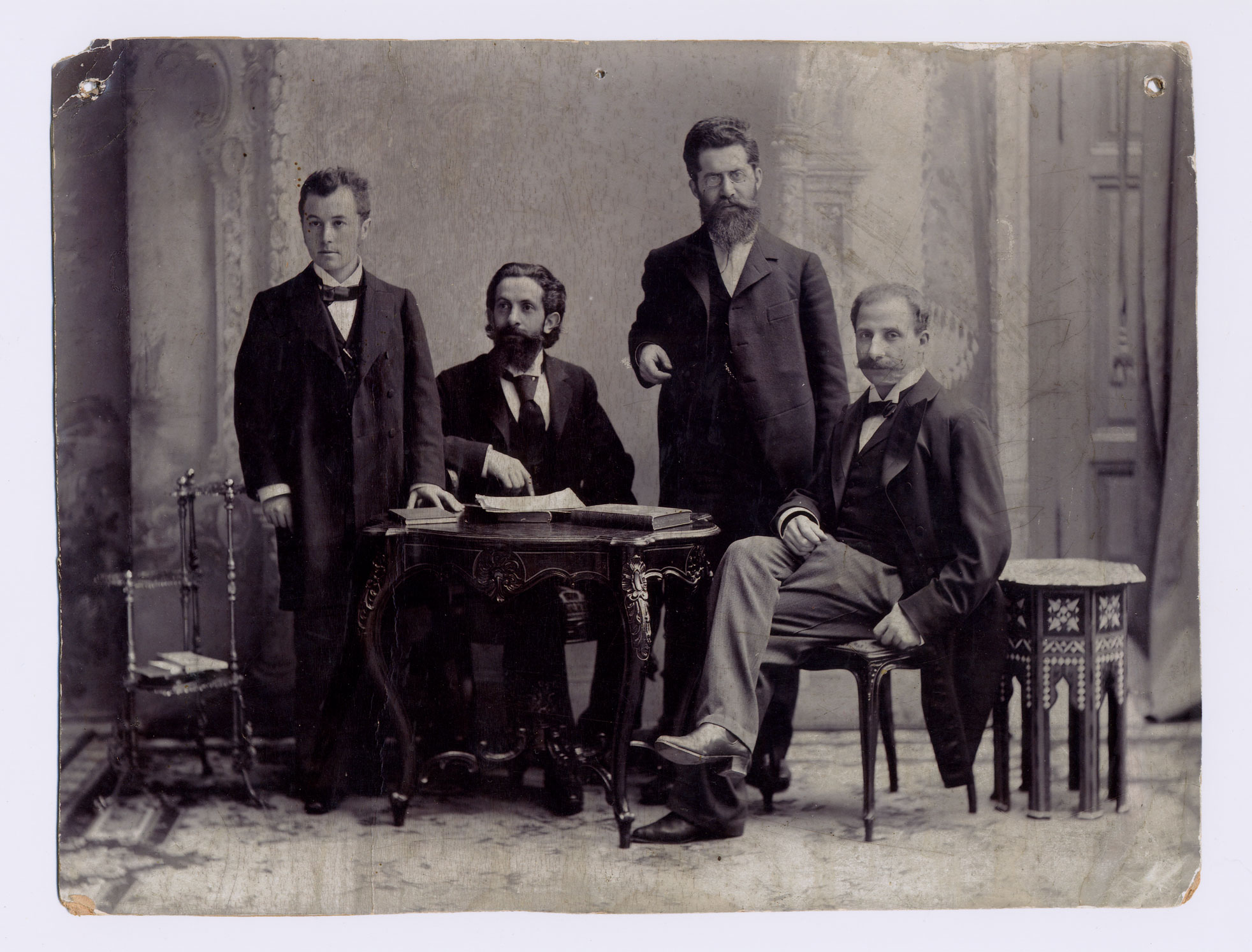
De izquierda a derecha (de pie) Dr. S. Kalischer, Dr. Edward Flatau, Dr. L. Jacobsohn-Lask, Dr. B. Pollack. Berlín, hacia 1900.

Louis Jacobsohn-Lask (nacido Louis Jacobsohn; 2 de marzo de 1863, en Bromberg-17 de mayo de 1941, en Sebastopol) fue un neurólogo y neuroanatomista alemán.
Estudió medicina en la Universidad de Berlín con Heinrich Wilhelm Waldeyer, Rudolf Virchow, Emil du Bois-Reymond, Ernst Viktor von Leyden y Robert Koch. En 1899 Jacobsohn y Edward Flatau escribieron Handbuch der Anatomie und vergleichenden Anatomie des Centralnervensystems der Säugetiere, que incluía uno de los primeros intentos de clasificar los surcos y giros de la corteza cerebral humana. En 1904 escribió, junto con Flatau y Lazar Minor, otra monografía, Handbuch der pathologischen Anatomie der Nervensystems. Describió un reflejo de flexión de los dedos denominado reflejo de Bekhterev-Jacobsohn o reflejo de Jacobsohn. En 1909 describió por primera vez el núcleo pedunculopontino.
En 1936 emigró a la Unión Soviética con su esposa, Berta Jacobsohn-Lask, comunista de origen judío, con la que se había casado en 1901. Le animaron a continuar su labor científica. Se instalaron en Sebastopol, donde Louis Jacobsohn-Lask murió en 1941. 

## Otras lecturas
- Ulrike Eisenberg. Vom "Nervenplexus" zur "Seelenkraft": Werk und Schicksal des Berliner Neurologen Louis Jacobsohn-Lask (1863–1940). (Berliner Beiträge zur Wissenschaftsgeschichte, ed. by Wolfgang Höppner, vol. 10). Frankfurt am Main, Berlin, Bern, Bruxelles, New York, Oxford, Wien. Frankfurt a. M.: Peter Lang – Europäischer Verlag der Wissenschaften, 2005. 513 pp., 11 fig.
- Home Away from Home: The Berlin Neuroanatomis Louis Jacobsohn-Lask in Russia. W: Ulrike Eisenberg: Doing medicine together: Germany and Russia between the wars. Susan Snell Solomon (red.). Toronto: University of Toronto Press, 2006, s. 407. ISBN 0-8020-9171-7.